# Brug 530
Brug 530 is een brug in de gemeente Amstelveen, maar in eigendom en beheer bij de gemeente Amsterdam.
Deze dubbele ophaalbrug ligt over een sloot in het Amsterdamse Bos. In die sloot is nauwelijks scheepvaart (alleen kano en kajak) mogelijk, toch is de brug beweegbaar uitgevoerd. De brug werd namelijk opgehaald als er wedstrijden werden gehouden op de Bosbaan of voorstellingen werden gegeven in het openluchttheater. Vanwege het ontbreken van enige elektriciteit ter plaatse moest de brug met de hand bediend worden. De esthetisch architect Piet Kramer van de Dienst der Publieke Werken kwam daartoe met een aantal bruggen van hetzelfde type, waarbij een aantal zware metalen ballen dienen tot contragewicht. Het ensemble van dit type brug werd daarom ballenbrug genoemd. Kramer liet zich inspireren door soortgelijke bruggen van Bernard Forest de Bélidor; Kramer zou zijn opvolger Dick Slebos weer inspireren bij "zijn" ballenbruggen brug 658 en brug 549.
De ballenbruggen van Kramer zijn variaties op een thema. Deze brug 530 staat op een houten paalfundering; maar heeft betonnen landhoofden. De overspanning wordt verzorgd door stalen frames met daarop planken. Balusters en de leuningen zijn uitgevoerd in hout met bewerkingen die Kramer vaker voorschreef bij zijn bruggen. De brug wordt in beweging gezet door de ballen naar beneden te drukken. Om te voorkomen dat de ballen in de zachte grond van het bos verdwijnen zijn daartoe houten geleidegleuven aangelegd. De brug is daarbij zo geconstrueerd dat de vallen tussen de leuningen bewegen; in rust liggen ze op een centraal geplaatste brugpijler. 
De brug heeft in brug 519, brug 520 en brug 531 tweelingzusjes, al is brug 530 iets smaller uitgevoerd. De wit geschilderde houten onderdelen van de brug zijn al een keer vernieuwd; ze waren oorspronkelijk niet beschilderd. De blauw uitgevoerde metalen delen zijn nog oorspronkelijk, want nauwelijks aan slijtage onderhevig. Het werd in 2013 benoemd tot gemeentelijk monument in Amstelveen. Zij waardeerden het als bijzondere verschijningsvorm binnen het oeuvre van Kramer, onderdeel van een serie en als opvallend exemplaar en wezenlijk onderdeel van het totaal aan bruggen in het bos.

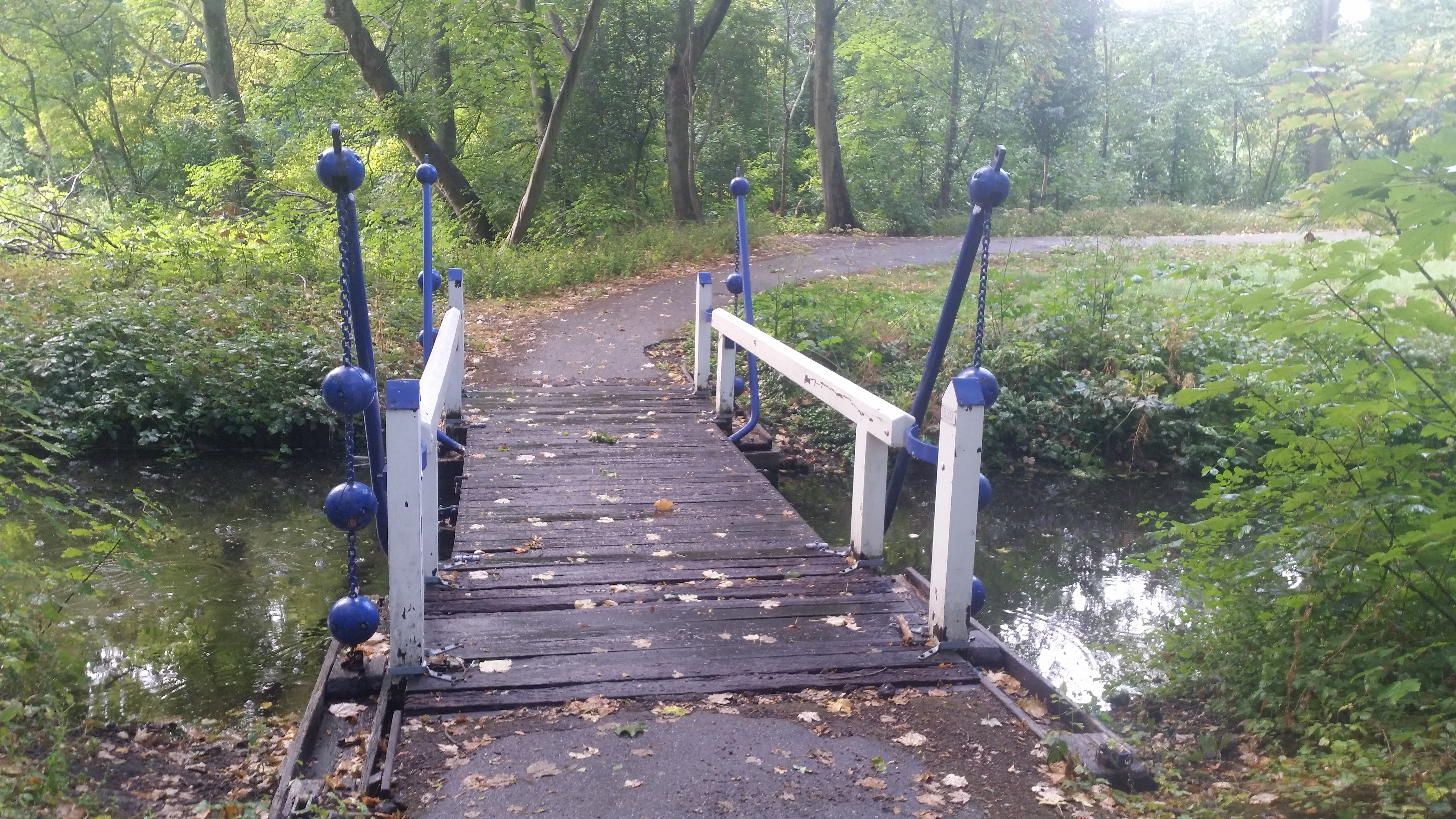
Brug 530, overzicht (augustus 2018)

<<< · 500 · 501 ·  503 · 504 · 505 · 506 · 507 · 508 · 509 · 510 · 511 · 512 · 513 · 514 · 515 · 516 · 517 · 518 · 519 · 520 · 521 · 522 · 523 · 525 · 526 · 527 · 528 · 530 · 531 · 532 · 533 · 534 · 535 · 536 · 537 · 538 · 539 · 540 · 541 · 542 · 543 · 544 · 545 · 546 · 547 · 548 · 549 · 550 · 551 · 552 · 553 · 554 · 555 · 556 · 557 · 558 · 559 · 560 · 561 · 562 · 563 · 564 · 565 · 566 · 567 · 569 · 571 · 572 · 573 · 575 · 577 · 578 · 580 · 581 · 582 · 583 · 584 · 586 · 587 · 589 · 590 · 591 · 592 · 593 · 594 · >>>
Brugnummers 502, 524, 529, 568, 570, 574, 576, 579, 585, 588, 595, 596, 597, 598, 599 zijn niet (meer) vergeven.